# マンフレート・ヴェーバー
マンフレート・ヴェーバー（Manfred Weber, 1972年7月14日 - ）は、ドイツの政治家。欧州議会議員。南ドイツ、バイエルン州を拠点にするキリスト教社会同盟 (CSU) および欧州人民党 (EPP) に所属。バイエルン州ロッテンブルク・アン・デア・ラーバーのニーダーハツコーフェン地区出身｡
1996年にミュンヘン専門大学を卒業し、応用科学大学技術学士号を取得するとともに DG Beratung GmbH consultants 社を創設。1998年には G+U GbR 社を創設した。2003年から2007年までバイエルン青年同盟地域評議会議長。CSU執行委員兼CSUニーダーバイエルン地区委員長。2002年からケルハイム地域評議会委員。2002年から2004年まで、バイエルン州議会議員。2004年から欧州議会議員。2009年に欧州人民党グループ副議長に就任。
2010年11月10日にはトルコとの欧州連合 (EU) 加盟交渉の中止を主張した。
2014年6月4日、欧州人民党グループ議長（代表）に選出された。
- ドイツのアンネグレート・クランプ＝カレンバウアーと（2019年3月20日）
- ドイツのアンゲラ・メルケル首相と（2019年4月10日）
- ウルズラ・フォン・デア・ライエン欧州委員会委員長と（2019年11月20日）
- ロベルタ・メツォラ欧州議会議長と（2022年12月3日）